# Jacques Genton
Pour les articles homonymes, voir Genton.
Jacques Genton, né le 22 septembre 1918 à Bourges (Cher) et mort le 27 novembre 2008 à Sancerre, est un homme politique français.

## Biographie
Fils de commerçants, Jacques Genton sort diplômé de l'École libre des sciences politiques. Il fait son service militaire d'abord en septembre 1939 à l'École de l'Air de Versailles, puis en février 1940 à l'école de pilotage de la base aérienne de Meknès. Haut fonctionnaire de profession, il commence sa carrière politique en se présentant aux élections législatives de 1951, sous l'étiquette du Rassemblement des gauches républicaines. Sa liste obtient 9,1 % des voix, ce qui lui permet d'être élu, au détriment du Parti communiste qui perd un siège.
En 1955, il est rapporteur du projet de loi qui instaure l'état d'urgence sur le territoire algérien.
Candidat à sa propre succession en 1956, Jacques Genton, à la tête d'une liste composée de membres du RGR et du PRRRS, ne recueille que 8,1 % des suffrages, du fait de la multiplication des listes et du bon score du candidat poujadiste.
Élu conseiller municipal de Bourges lors des élections municipales de 1953, il devient maire de Sancerre en 1971.
Il est élu sénateur du Cher le 26 septembre 1971, puis réélu les 28 septembre 1980 et 24 septembre 1989 sous l'étiquette UDF.

## Carrière dans l'administration
- Jusqu'en 1951 : corps préfectoral (chef de cabinet de plusieurs préfets, secrétaire général de la préfecture du Cher, sous-préfet…)
- 1956 - 1958 : conseiller technique puis directeur-adjoint du cabinet de Maurice Faure, secrétaire d'État aux Affaires étrangères
- 1956 : membre de la délégation française au Conseil économique et social des Nations unies
- 1957 : membre de la délégation française pour le traité de Rome
- 1958 : secrétaire général du Comité économique et social des Communautés européennes

## Synthèse des fonctions politiques
- 1951 - 1956 : député du Cher, membre du groupe républicain, radical et radical-socialiste
- 1953 - 1959 : conseiller municipal de Bourges
- 1971 - 1995 : maire de Sancerre
- 1971 - 1998 : sénateur du Cher, membre du groupe UCDP, puis Union centriste
- 1979 - 1998 : président de la délégation pour l’Union européenne
- 1982 - 1994 : président du conseil général du Cher